# Handbook of Texas
El Handbook of Texas es una enciclopedia acerca de Texas (Estados Unidos). El Handbook of Texas es un proyecto de Asociación Histórica del Estado de Texas (AHET), una organización sin ánimo de lucro (OSAL). Tiene muchos artículos sobre la historia de Texas, personas de Texas, la cultura de Texas, y localidades de Texas. La AHET abrió el Handbook of Texas Online en el 15 de febrero de 1999.